# Arcuphantes pictilis
Arcuphantes pictilis är en spindelart som beskrevs av Chamberlin och Ivie 1943. Arcuphantes pictilis ingår i släktet Arcuphantes och familjen täckvävarspindlar. Inga underarter finns listade i Catalogue of Life.